# 半単純リー環のルート系
数学において，被約抽象ルート系と半単純リー環の間には1対1の対応がある．ここで半単純リー環のルート系の構成，そして逆に，被約抽象ルート系からの半単純リー環の構成，が示される．

## 付随するルート系
g を複素半単純リー環とする．さらに h を g のカルタン部分環とする．このとき h は g に随伴表現において同時対角化可能な線型写像として作用する．h* の元 λ に対して，部分空間 gλ ⊂ g を
{\displaystyle {\mathfrak {g}}_{\lambda }:=\{X\in {\mathfrak {g}}:[H,X]=\lambda (H)X{\text{ for all }}H\in {\mathfrak {h}}\}}
で定義する．h* の零でない λ がルートであるとは，部分空間 gλ が自明でないことをいう．このとき gλ は λ のルート空間と呼ばれる．カルタン部分環の定義により g0 = h が保証される．各ルート空間 gλ は1次元であることを示すことができる．R をすべてのルートの集合とする．h の元は同時対角化可能であるから，次が成り立つ：
{\displaystyle {\mathfrak {g}}={\mathfrak {h}}\oplus \bigoplus _{\lambda \in R}{\mathfrak {g}}_{\lambda }.}
カルタン部分環 h は g 上のキリング形式から内積を引き継ぐ．これは h* 上の内積を誘導する．この内積について R は被約抽象ルート系であることを示すことができる．

## 付随する半単純リー環
E をユークリッド空間とし，R を E の被約抽象ルート系とする．さらに Δ を単純ルートたちのある選択とする．次の生成元と関係式で複素リー環を定義する．生成元：
{\displaystyle H_{\lambda },X_{\lambda },Y_{\lambda }{\text{ for }}\lambda \in \Delta ,}
シュバレー・セール関係式：
{\displaystyle {\begin{aligned}[][H_{\lambda },H_{\mu }]&=0{\text{ for all }}\lambda ,\mu \in \Delta ,\\\left[H_{\lambda },X_{\mu }\right]&=(\lambda ,\mu )X_{\mu },\\\left[H_{\lambda },Y_{\mu }\right]&=-(\lambda ,\mu )Y_{\mu },\\\left[X_{\mu },Y_{\lambda }\right]&=\delta _{\mu \lambda }H_{\mu },\\\mathrm {ad} _{X_{\lambda }}^{-(\mu ,\lambda )+1}X_{\mu }&=0{\text{ for }}\lambda \neq \mu ,\\\mathrm {ad} _{Y_{\lambda }}^{-(\mu ,\lambda )+1}Y_{\mu }&=0{\text{ for }}\lambda \neq \mu .\end{aligned}}}
（ここで (λ, μ) で表されている係数はカルタン行列の係数で置き換えられなけるべきである．）生成されるリー環は半単純でありそのルート系は与えられた R に同型であることが分かる．

## 応用
同型により，半単純リー環の分類は被約抽象ルート系を分類するいくぶん簡単な仕事に帰着される．